# 945 TCN
945 TCN là một năm trong lịch La Mã.